# Manfred Hemmer
Manfred Hemmer (* 3. März 1937 in Hamm) ist ein deutscher Politiker (SPD). Er war Abgeordneter des Landtags Nordrhein-Westfalen.

## Leben
Nach dem Besuch der Volksschule absolvierte Hemmer eine Schreinerlehre. Im Anschluss besuchte er die Tischlerfachschule Beckum. Es folgte eine Ausbildung zum Technischen Zeichner. Von 1963 bis 1980 war Hemmer als technischer Angestellter beim Landschaftsverband Westfalen-Lippe, Autobahnamt Hamm, beschäftigt. Er war während dieser Zeit Vorsitzender des Personalrates und Mitglied des Gesamtpersonalrates.
Der SPD trat Hemmer 1960 bei. Er ist in zahlreichen Gremien der Partei tätig. Von 1972 bis 1997 war er Vorsitzender der SPD Hamm und Mitglied des Bezirksvorstandes Westliches Westfalen. Hemmer ist Mitglied der Gewerkschaft Öffentliche Dienste, Transport und Verkehr.
Vom 29. Mai 1980 bis zum 2. Juni 2005 war Hemmer Mitglied des Landtags Nordrhein-Westfalen. Er wurde jeweils im Wahlkreis 139 Hamm II bzw. in der dreizehnten Wahlperiode im Wahlkreis 138 Hamm I direkt gewählt.
Dem Stadtrat der Stadt Hamm gehörte er von 1964 bis 1989 an.

## Ehrungen und Auszeichnungen
- 1997 Ehrenvorsitzender der Hammer SPD
- 2005 Verdienstorden der Bundesrepublik Deutschland ausgezeichnet
- 2005 Ehrenring der Stadt Hamm
- 2018 Ehrenbürger der Stadt Hamm